# Мигел Анхел (футболист, 1947)
Мигел Анхел Гонсалес Суарес (на испански: Miguel Ángel González Suárez) е испански футболист – вратар, бивш футболист на Реал (Мадрид) и Националния отбор на Испания. Участник на Мондиал 78 и Мондиал 82.

## Кариера
Той записва 18 сезона в Ла Лига и печели 8 шампионски титли, 5 Купи на Краля и 2 пъти Купата на УЕФА. През 1975 – 76 получава признанието на обществеността наградата „Самора“, давана за най-добър вратар в Ла Лига.
За националния отбор изиграва 18 мача, за Олимпийския – 1. Титуляр на Световното първенство по футбол през 1978 в Аржентина, а на Световното първенство по футбол през 1982 в Испания играе във втората фаза.
След края на кариерата си е делегат, треньор на вратарите и директор на спортен комплекс на „Реал“.
На 17 декември 2022 е диагностициран с болестта на Лу Гериг (прогресиращо неврологично заболяване, атакуващо нервните клетки в мозъка и гръбначния стълб). Болестта е нелечима и води до поражение върху двигателните неврони, парализа на крайниците и атрофия на мускулите. Мигел умира на 6 февруари 2024 година на 76 години.

## Успехи
Реал Мадрид КФ|Реал]] (Мадрид)
- Примера дивисион
  -  Шампион (8): 1968/69, 1971/72, 1974/75, 1975/76, 1977/78, 1978/79, 1979/80, 1985/86
  -  Вицешампион (3): 1980/81, 1982/83, 1983/84
- Копа дел Рей
  -  Носител (5): 1969/70, 1973/74, 1974/75, 1979/80, 1981/82
  -  Финалист (3): 1967/68, 1978/79, 1982/83
- Купа на лигата
  -  Носител(1): 1984/85
  -  Финалист (1): 1982/83
- Купа на УЕФА
  -  Носител (2): 1984/85, 1985/86
- КЕШ:
  -  Финалист (1): 1980/81
- Купа Сантяго Бернабеу
  -  Носител (4): 1981, 1983, 1984, 1985
  -  Финалист (2): 1980, 1986

- Трофей Рикардо Самора за най-добър вратар в Ла Лига: 1974/75
- Наградата на Дон Балон: 1975/76